# Take It Easy Baby
Taste – ostatni, piąty album irlandzkiej grupy bluesrockowej Taste, wydany w 1974 roku, 4 lata po rozwiązaniu grupy. Znajdują się na nim pierwsze nagrane piosenki oryginalnego składu Taste, które pierwotnie nie miały zostać wydane w ogóle.

## Lista utworów
Wszystkie utwory autorstwa Rory’ego Gallaghera.
1. „Wee Wee Baby”
2. „How Many More Years”
3. „Take It Easy Baby”
4. „You’ve Got to Pay”
5. „Worried Man”
6. „Norman Invasion”
7. „Pardon Me Mister”

## Wykonawcy
- Rory Gallagher – wokal, gitary, harmonijka ustna
- Eric Kitteringham – gitara basowa
- Norman Damery – bębny, instrumenty perkusyjne